# ツヅレサセコオロギ
ツヅレサセコオロギ（綴刺蟋蟀、学名:Velarifictorus micado）は、バッタ目コオロギ科のコオロギ。単にコオロギという別名を持つ。

## 分布
日本では北海道から九州、対馬、甑島列島（下甑島）、種子島に分布する。
海外では中国にも分布しているほか、北アメリカにも帰化している。

## 形態
体長13-22mm。

## 生態
農耕地、庭、草地に生息し、成虫は8-11月にかけて出現する。雑食。家屋内に入ってくることも多い。「ギィギィギィ」または「リィリィリィ」という深みのある声で鳴き、気温が下がると速度が落ちる。

## 名称について
一見すると奇妙な名前であるが、これは「綴れ刺せ蟋蟀」の意である。これは、かつてコオロギの鳴き声を「肩刺せ、綴れ刺せ」と聞きなし、冬に向かって衣類の手入れをせよとの意にとったことに由来する。